# Кэссиди, Натали
Натали́ Энн Кэ́ссиди (англ. Natalie Ann Cassidy; 13 мая 1983, Ислингтон, Большой Лондон, Англия, Великобритания) — английская актриса, певица, журналистка и телеведущая.

## Биография
Натали Энн Кэссиди родилась 13 мая 1983 года в Ислингтоне (Большой Лондон, Англия, Великобритания). Мать Натали умерла в мае 2002 года после продолжительной борьбы с колоректальным раком.

## Личная жизнь
В 2009—2013 годы Натали состояла в фактическом браке с менеджером по транспорту Адамом Коттреллом, с которым она также была помолвлена с мая 2010 года. У бывшей пары есть дочь — Элайза Беатрис Коттрелл (род. 24 сентября 2010).